# Тунг молуккський
Тунг молуккський (Aleurites moluccana) або свічкове́ де́рево, лумбанга (тагал. lumbanga), кемірі (індонез. kemiri) — дерев'яниста рослина родини молочайні, вид роду тунг, що росте в країнах Південно-Східної Азії та інших тропічних областях планети.

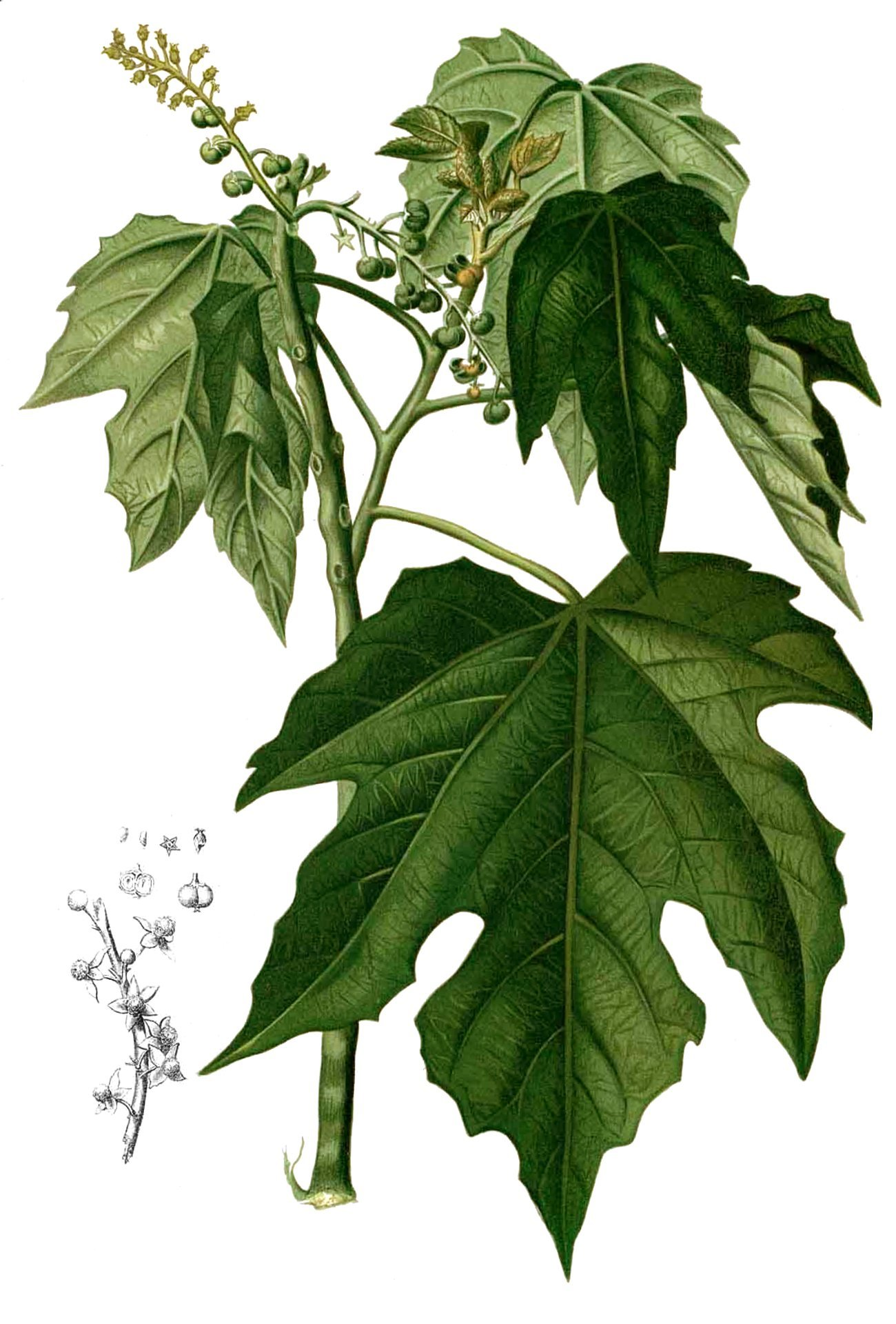

## Біологічний опис
Дерево заввишки 15–25 м з широкою кроною. Листки блідо-зелені прості овальні, із загостреною вершиною, 10–20 см завдовжки. Плід круглий, дерев'янистий, 4–6 см завдовжки, з декількома насінинами. Насіннєві ядра маслянисті.

## Використання
Дерево дуже популярне в місцях зростання. Використо́вуються практично всі його частини.

### Куховарство
Насіння свічкового дерева їстівне. Воно також служить сировиною для отримання жирної олії.

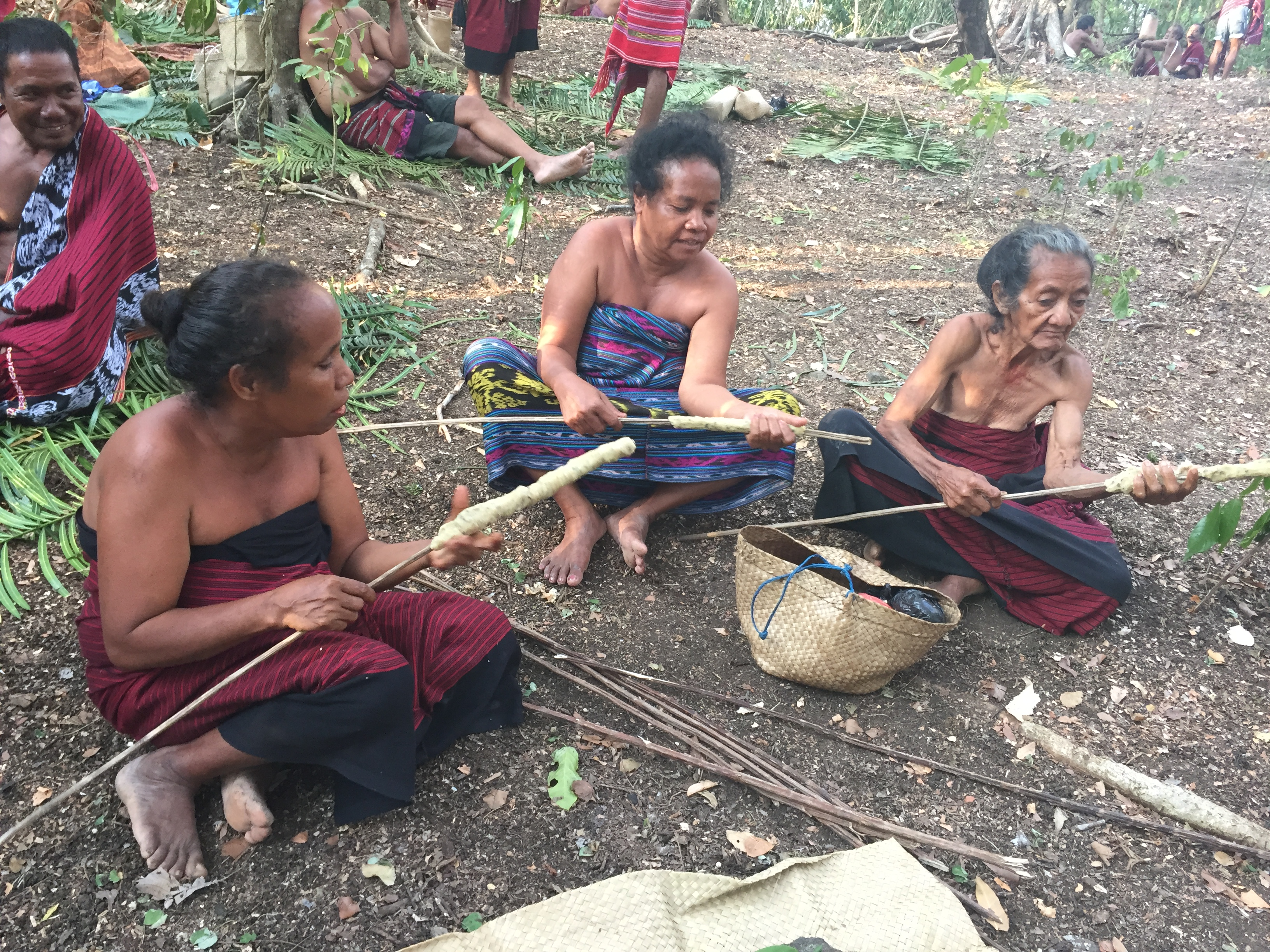
Східний Тимор. Виготовлення паличок для освітлення з плодів свічкового дерева

#### Токсичність
Оскільки горіхи свічково́го дерева містять сапоніни і форбол, вони токсичні сири́ми. Тому вживати їх потрібно з обережністю.

### Традиційна медицина
Відвар листя застосовують при головному болю і / або гонореї. Кора використовується як засіб проти кишкових розладів (діареї, тифу).

### Промислова сировина
Деревина використовується при виготовленні рейок каное, а також як субстрат для деревних грибів.

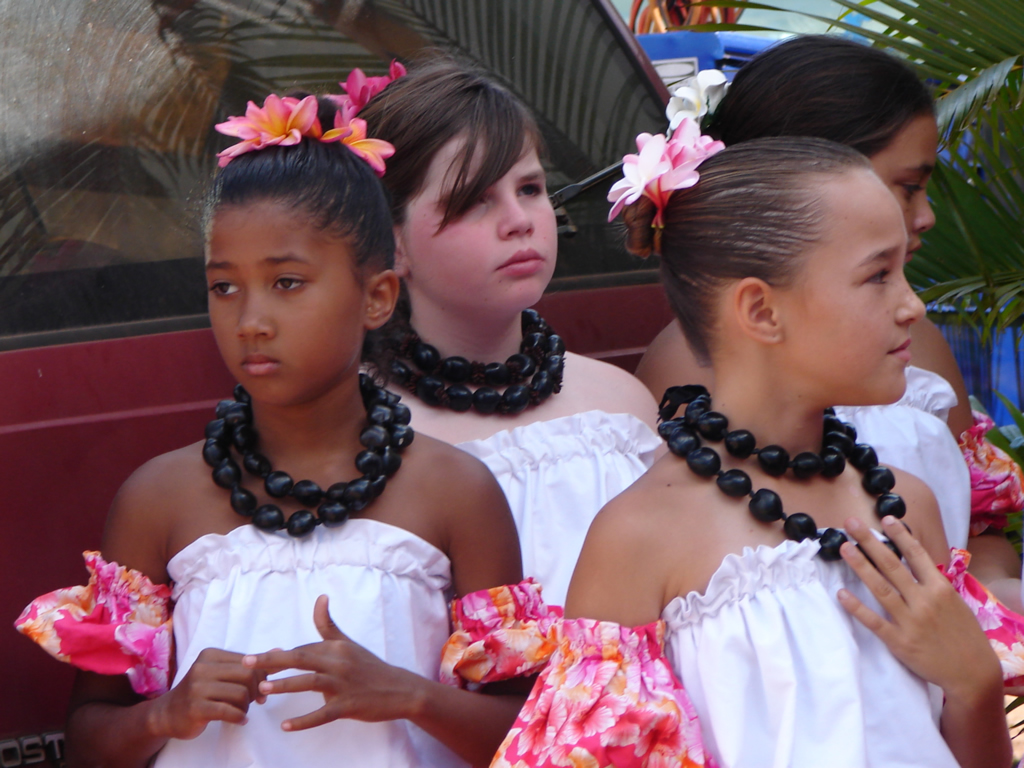
Намисто з плодів дерева